# 安妮·弗拉泰利尼
安妮·弗拉泰利尼（法语：Annie Fratellini，1932年11月14日—1997年7月1日）是法国马戏演员、歌手、电影演员和小丑。

## 生平
弗拉泰利尼于1932年11月14日出生于法属阿尔及利亚的阿尔及尔，她的父母是马戏团演员，当时正在那里巡回演出。她是欧洲最杰出的小丑世家之一，意大利血统的法国马戏团家族弗拉泰利尼家族的第四代。她的父亲是小丑兼杂技演员维克多·弗拉泰里尼。她的母亲苏珊娜是巴黎马戏团的负责人加斯顿·卢梭的女儿。她的祖父是保罗·弗拉泰里尼是弗拉泰里尼兄弟中的一位，是两次世界大战之间巴黎（和欧洲）举足轻重的传奇小丑三人组。
尽管安妮年仅13岁时就在巴黎著名的梅德拉诺马戏团首次亮相，最终却在18岁时离开了马戏团，开始了音乐生涯。她还成为了一名电影演员，尤其是在1965年出演了由皮埃尔·格兰尼亚-德弗利执导的电影《复仇大贼》 ，她于1954年与他结婚，育有一个女儿，瓦莱丽。
1969年，她出演了皮埃尔·埃泰的《挚爱》。他们在同一年坠入爱河并结婚。埃泰在成为导演之前曾是喜剧演员和雅克·塔蒂的助手，他对马戏团和小丑充满热情。安妮·弗拉泰里尼天生具有喜剧天赋，皮埃尔·埃泰说服她认真对待。他们一起创造了一个经典的欧洲小丑二人组。
1975年，埃泰和弗拉泰利尼开设了巴黎（也是欧洲）最早的两所专业马戏学校之一的国家马戏学校，并创建了巴黎新马戏团，这是一个高规格的巡回马戏团，并且是学校的表演部门。 弗拉泰利尼和埃泰于1987年离婚，安妮继续经营学校和马戏团，与女儿瓦莱丽一起表演她的小丑表演。学校更名为弗拉泰利尼学院，是法国两大国家资助的马戏学校之一。

## 逝世
安妮·弗拉泰里尼于1997年7月1日在塞纳河畔讷伊因癌症去世，并被安葬在法国巴黎的蒙马特公墓，靠近她杰出家族的其他成员。

## 主要作品
- 《扎齐坐地铁》（1960年）
- 《复仇大贼》（1965年）
- 《挚爱》（1969年）
- 《小丑》（1970年）
- 《情迷六月花》（1990年）